# San Giovanni (Bellagio)
San Giovanni (San Giuàn in dialetto comasco) è una frazione del Comune di Bellagio, in provincia di Como. La frazione è situata 2 km a Sud-Ovest dal centro storico di Bellagio (e dall'omonimo promontorio), e si affaccia sulla riva occidentale del Lago di Como.
I suoi abitanti, in dialetto, sono tradizionalmente soprannominati "còò d'aqua" (= "teste d'acqua", riferimento alla pratica della pesca, un tempo comunissima in questa frazione).

## Geografia fisica

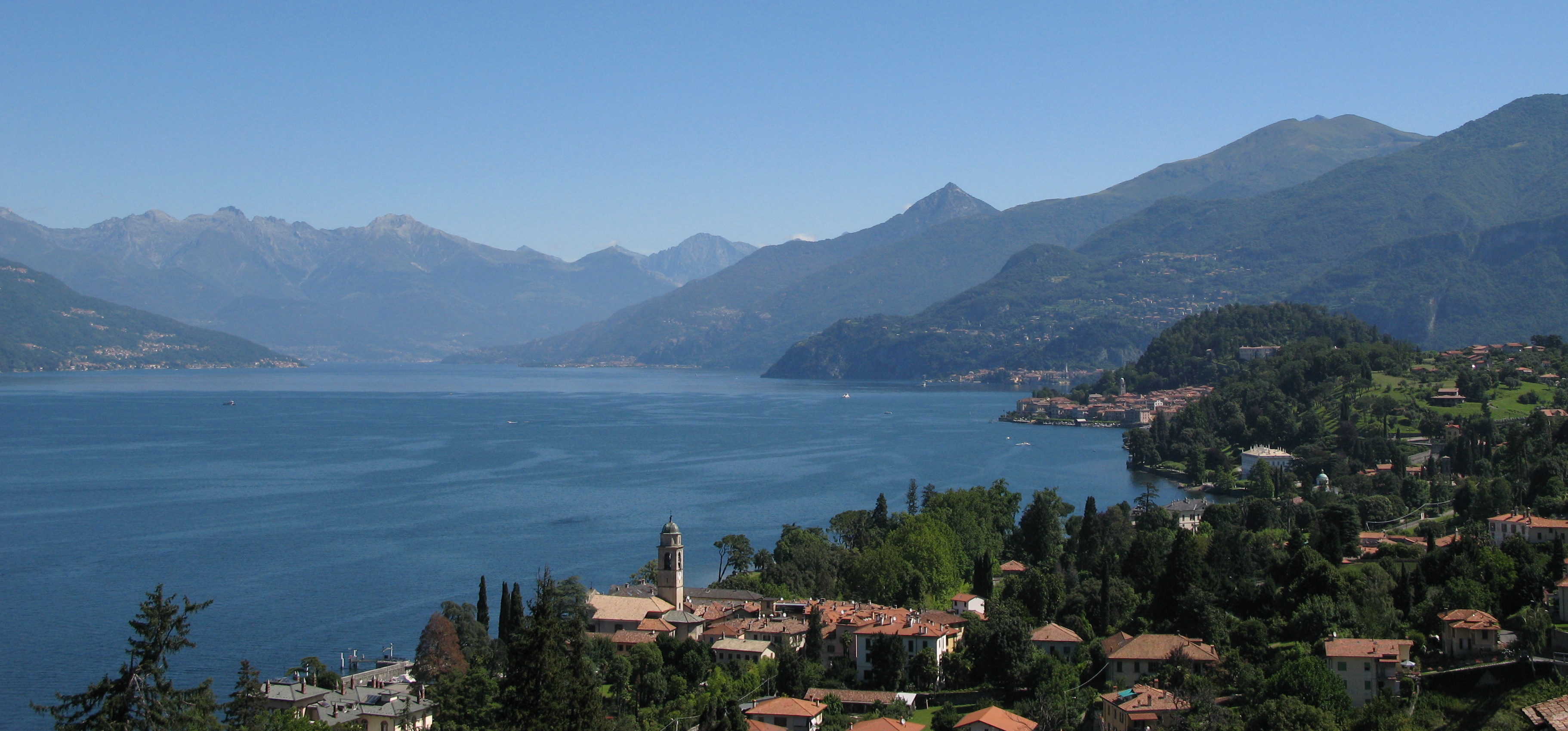
Vista della costa occidentale di Bellagio: in primo piano, San Giovanni; più oltre, la baia di Loppia e il Borgo.

Il nucleo storico di San Giovanni – costituito dall'omonima chiesa, con antistante piazza e molo, e dalle abitazioni secolari circostanti – si sviluppa in una zona piuttosto pianeggiante, situata tra il basso corso dei torrenti Perlo (che delimita l'abitato a Nord) e Crotto (a Sud).
San Giovanni, insieme con il Borgo (centro storico di Bellagio) e con Loppia (piccola frazione a Nord-Est), è l'unico punto della riva occidentale di Bellagio che dispone di un accesso al lago: infatti, la quasi totalità della costa è occupata dai possedimenti di varie ville nobiliari. Procedendo dalla Punta Spartivento verso Sud, esse sono: la villa che ospita il Grand Hotel Villa Serbelloni, Villa Melzi d'Eril, Villa Gerli-Trivulzio, Villa Trotti, Villa Placida (ex Villa Galimberti), "Villa Orlando già Besana". Il molo di San Giovanni interrompe la continuità tra le proprietà di Villa Trotti e Villa Placida.
Il molo di San Giovanni è delimitato da un'imponente struttura muraria, percorribile a piedi, dalla quale si protende nel lago il pontile adibito alla navigazione lacustre. Le facciate della chiesa e del relativo oratorio chiudono a Est la prospettiva della piazza prospiciente il molo. All'estremità meridionale del molo si situa l'edificio che ospita la «Canottieri Bellagio», la sezione canottieristica dell'Unione Sportiva Bellagina.
Procedendo dalla riva verso l'interno, oltrepassato il nucleo storico, si trovano un ampio parco di proprietà comunale e altre dimore storiche, con relative proprietà fondiarie (tra cui Villa Loreti e Villa Crella).

## Economia e demografia
Se fino alla Seconda guerra mondiale la maggior parte della popolazione di San Giovanni era dedita alla pesca e alle attività ad essa correlate (manutenzione delle imbarcazioni e delle reti), con lo sviluppo economico del Secondo dopoguerra si è verificato una trasformazione del tessuto economico, che ha comportato anche una progressiva diminuzione della popolazione residente, che ha progressivamente abbandonato Bellagio.
Oggi, la frazione ha vocazione eminentemente turistica: sono stati aperti alcuni ristoranti e negozi; risale a pochi anni or sono la costruzione di un nuovo pontile per l'attracco delle imbarcazioni di linea.
Ha mantenuto invece la sua importanza l'attività florovivaistica, dalle profonde radici nell'area di Bellagio, portata avanti da generazioni di appassionati. I vivai si trovano nelle zone più interne della frazione (come delle altre località bellagine).

## Monumenti e luoghi d'interesse

### Architetture religiose
Tutti i luoghi di culto presenti nella frazione di San Giovanni fanno riferimento alla Chiesa cattolica. Degni di nota sono:
- la chiesa arcipretale di San Giovanni Battista;
- la cappellina dedicata a Gesù Crocifisso, detta devotamente nel dialetto locale "Signurìn" (= "Signorino").

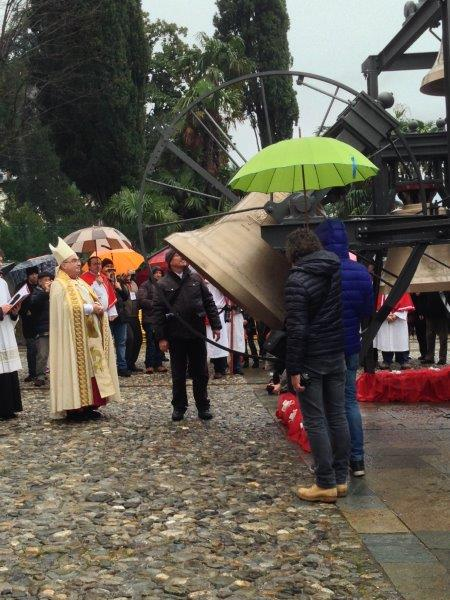
Benedizione delle campane di Bellagio

#### La chiesa arcipretale di San Giovanni Battista
L'attuale chiesa, in stile barocco, fu edificata a partire dal 1584 sull'area in cui sorgeva un precedente tempio dedicato al Battista, risalente almeno al X secolo. Nessuna traccia è rimasta di tale struttura; ma si ritiene che l'attuale oratorio – che si trova appena a Sud della chiesa – sia stato edificato sulle fondamenta della chiesa precedente. La conformazione che la chiesa mantiene ancor oggi fu definita nel 1785. La chiesa conserva, tra l'altro, una pala di Gaudenzio Ferrari e una scultura in marmo di Carrara attribuita ad Ercole Ferrata. Degno di nota è il concerto di campane ospitato all'interno del campanile, poste in sostituzione di cinque campane precedenti già citate come esempio di eccellenza in un antico adagio lacustre. Le cinque nuove campane in Si2 sono state forgiate dalla fonderia Grassmayr di Innsbruck il 26 luglio 2013 e benedette solennemente in piazza il 5 gennaio 2014 dal vescovo di Como Diego Coletti.

#### La cappellina delSignurìn
Ricavata da un muro di terrapieno di una proprietà privata, la piccola cappella — che si configura quasi come un altare, essendo priva di una propria superficie coperta — si affaccia sull'incrocio tra due strade comunali. Degno di menzione è il Crocifisso, unico elemento scultorico della cappellina, discussa opera di arte moderna.

### Architetture civili
Come sul restante territorio del promontorio di Bellagio, anche a San Giovanni sono presenti numerose ville, appartenenti un tempo a famiglie nobiliari, che si affacciano sul litorale lacustre.
Ricordiamo le principali, in direzione Bellagio→Como:
- Villa Trotti;
- Villa Placida (ex Villa Galimberti);
- Villa Crella;
- Villa Orlando.

### Altro
- Un muro del porto ospita antiche incisioni di tavole da tris[6][7].

## Feste religiose e popolari

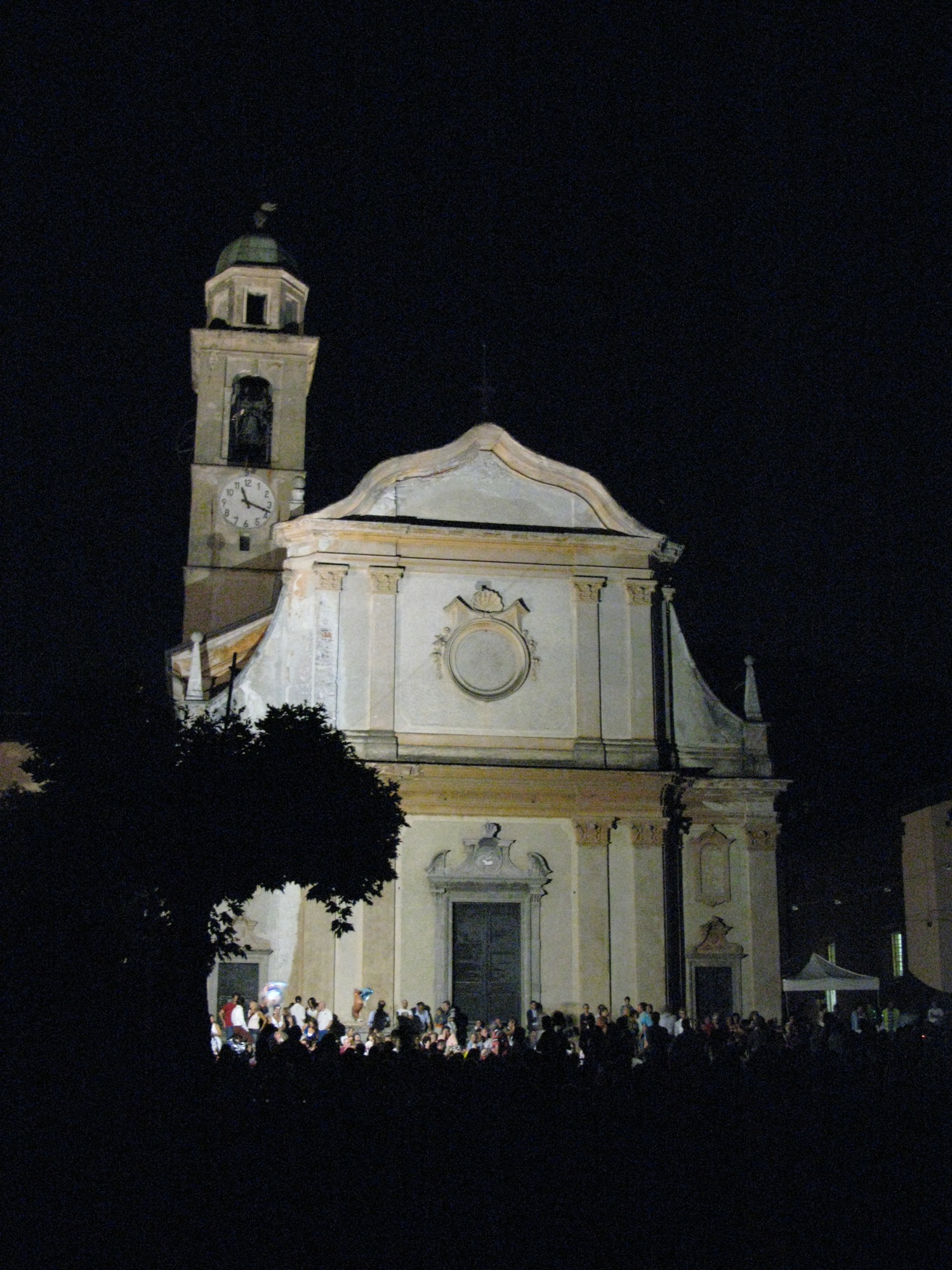
Veduta notturna della piazza della chiesa durante la sagra del patrono.

La principale festa popolare tenuta a San Giovanni è la Sagra del patrono San Giovanni Battista, che si svolge ogni anno il sabato e la domenica più vicini al 24 giugno.
Dal 2004, la prima (o la seconda) domenica di maggio si tiene il "Molo 14", un raduno aperto a tutti i quattordicenni della Diocesi di Como.

## Musei ed esposizioni
L'unica area museale perenne presente sul territorio di San Giovanni è quella del Museo degli Strumenti della Navigazione.

### IlMuseo degli Strumenti della Navigazione
È questo un museo privato, fondato da un locale collezionista di strumenti e oggetti che rivestono una qualche utilità per la navigazione marittima.
Il museo è posto in una palazzina d'epoca, recentemente restaurata; l'esposizione si sviluppa sui quattro piani dell'edificio.

## Organizzazioni sportive

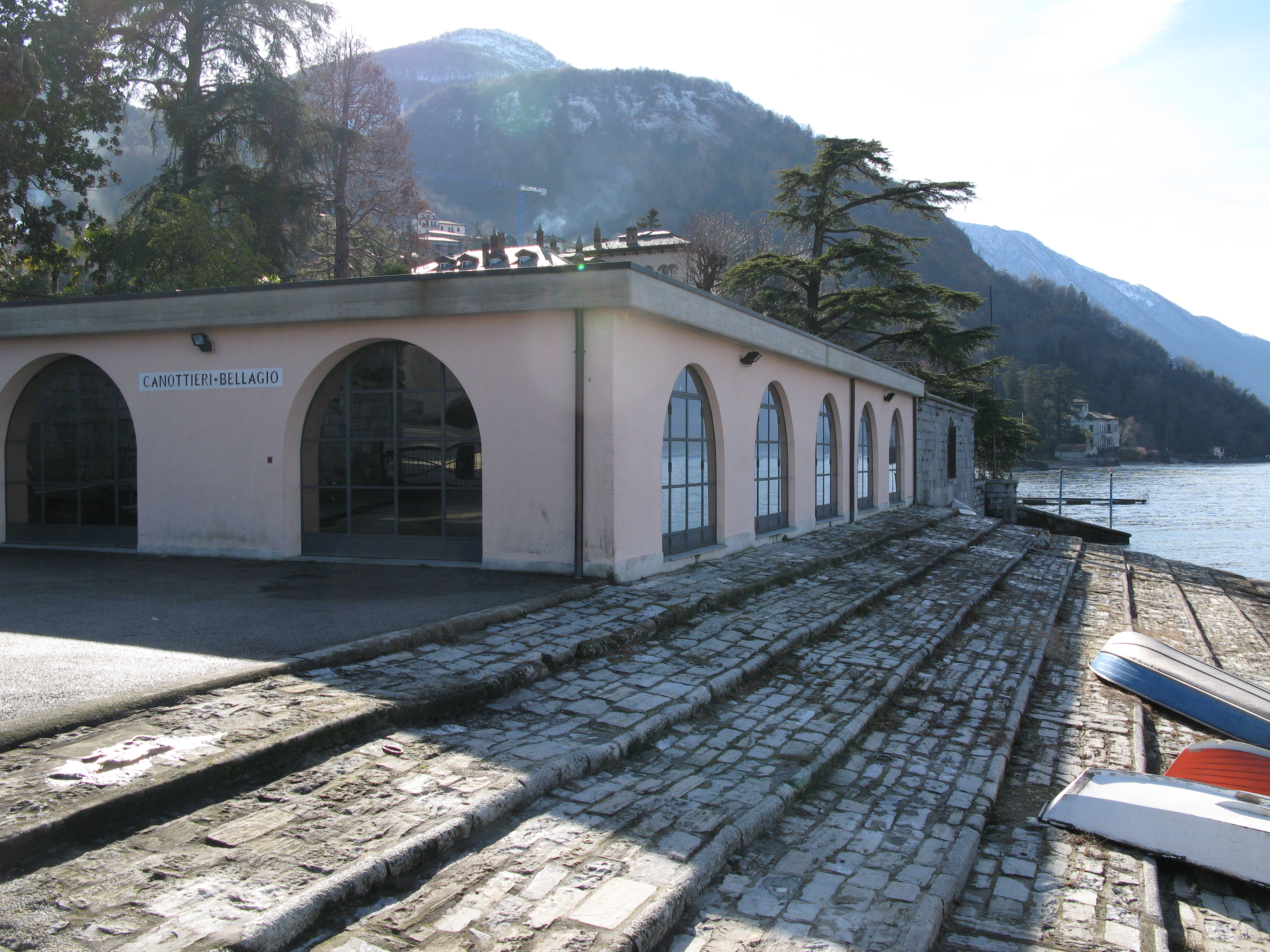
La Canottieri Bellagio.

La principale struttura sportiva è la Canottieri Bellagio, parte della U.S. Bellagina specializzata (con risultati eccellenti a livello nazionale e internazionale) nelle varie discipline del canottaggio.

## Curiosità
- La Corale Bilacus, coro maschile di Bellagio, è stato fondato dall'arciprete di San Giovanni don Aldo Pini nel 1963.